# Diccionario del Diablo
El Diccionario del Diablo (The Devil's Dictionary en inglés) es una recopilación satírica de 998 definiciones corrosivas escrito de 1881 a 1906 por Ambrose Bierce.
Inicialmente fue publicado en fragmentos en diversos periódicos durante más de veinte años. Al finalizar, en 1911, se recopiló una versión completa. El contenido buscaba diversos argumentos escritos a modo satírico. Ediciones recientes recuperaron y añadieron 851 nuevas entradas. El recurso que caracteriza su escritura, como en general el estilo de Bierce, es la ironía y un sarcasmo que conduce hasta la visión del mundo al revés. Sin duda se inspiró al respecto en la Théologie portative (1768) del Barón de Holbach. Otra influencia importante lo vincula con el pensador anarquista Bakunin, a quien conoció en un viaje a Europa.

## Traducciones
Su primera traducción francesa data de 1955. Fue traducido por Jacques Papy, e incluye un prefacio de Jean Cocteau. Actualmente, la traducción francesa más popular es la de Bernard Sallé, a partir de la edición definitiva de 1911, que data de 1989.
Una de las primeras traducciones al español fue hecha por el escritor y periodista argentino Rodolfo Walsh.